# Mandevilla sanderi
Dipladénia de Sander, Jasmin du Brésil
Espèce
Classification APG III (2009)
Mandevilla sanderi (Jasmin du Brésil, Dipladénia de Sander ou Mandévilla de Sander) est une espèce de plantes vivaces de la famille des Apocynaceae, originaire du Brésil.
C’est un arbuste à tiges volubiles, à feuilles persistantes, et à grandes fleurs rose-rouge.
Il est cultivé comme plante ornementale pour ses fleurs.

## Étymologie et histoire
En 1896, W. B. Hemsley des jardins de Kew, donna la première description botanique de la plante qu'il nomma Dipladenia sanderi Hemsl. dans The Gardeners' Chronicle & Agricultural Gazette 20: 652. L’espèce « est connue à présent par un seul spécimen d’une plante brésilienne importé par Sander& Co. de St Albans, Angleterre. Le spécimen type étudié, qui a été étudié au cours de ce travail, est déposé à l’herbier des jardins botaniques de Kew ».
En 1933, Robert E. Woodson qui avait entrepris une vaste étude taxonomique des Apocynaceae, fit des changements significatifs dans la circonscription des Mandevilla.  En incluant plusieurs genres dont Dipladenia  l'intérieur de Mandevilla, la plante se retrouva avec le nom de Mandevilla sanderi.
Le nom de genre Mandevilla a été attribué par le botaniste Lindley en souvenir de Henri Mandeville (1773-1861), un de ses compatriotes britanniques amateur de jardinage qui fut diplomate à Buenos Aires (en Argentine).
L'épithète spécifique sanderi signifie « de Sander » en mémoire de Henry Frederick Conrad Sander (1847-1920), un horticulteur et collectionneur du Hertfordshire (au Royaume-Uni) qui avait rapporté la plante du Brésil.

## Description
Mandevilla sanderi est un arbuste au port naturellement buissonnant, de 2 à 3 mètres de haut, capable de développer de longues tiges volubiles à base lignifiée.
Cette croissance volubile est caractérisée par de longs internœuds, de petites feuilles et une tige portant rarement des fleurs.
La plante contient un latex blanc, visqueux, toxique, pouvant être irritant. Elle possède de fines racines et de grosses racines tubéreuses qui renferment de l'amidon et une réserve d'eau qui lui permet de résister à la sécheresse.
Les feuilles persistantes, pétiolées, épaisses, coriaces, vert foncé sont opposées. Le limbe est ovales-elliptiques, de 5-6 cm de long, avec une face supérieure brillante et un épiderme épais. L'apex est courtement acuminé.
Les inflorescences sont des racèmes simples, en général terminales (parfois axillaires) qui rassemblent à un moment donné, 3-4 boutons et une grande fleur rose-rouge épanouie, de 4 à 7 cm de diamètre. Chaque fleur comporte un calice en cupule, avec 5 dents lancéolés-subulées scarieux, une grande corolle rose infundibuliforme (en forme d'entonnoir) formée d'un tube cylindrique de 4-5 mm de diamètre, s'élargissant brusquement en un tube de 15-18 × 25-30 mm, terminé par 5 lobes ovales, acuminés, étalés, se chevauchant partiellement. Les cinq étamines incluses, comportent des filets insérés dans le tube et des anthèreses conniventes. Elles forment un anneau autour de la tête du style.
La floraison assez longue s'étale du printemps à l'automne.
Le fruit est sec, capsulaire, formé de deux longs follicules, s'ouvrant en long comme une silique.
De nombreux cultivars ont été créés  :

- Sundaville 'Moulin Rouge' est une obtention française de Frédéric Lageat (à Pluzunet), primée en 2004 à Angers[1]. La fleur est d'un rouge écarlate velouté, avec un calice et une gorge clairs.
- Sundaville 'Dark Red' (2008), aux fleurs rouge foncé
- Sundaville 'Cream Pink' (2008), aux fleurs rose pâle à gorge foncée
- 'Tropidenia' est un cultivar à fleurs roses
- Autres cultivars : Mandevilla 'Red Riding Hood' à fleurs rouge pâle, 'My Fair Lady' à fleurs blanches à gorge jaune et boutons rosés, 'Alba' à fleurs blanches, 'Rosea' à fleurs rose pâle et gorge jaunâtre, etc.

## Distribution, habitat
Selon POWO, l’aire de répartition naturelle de cette espèce est l’État de Rio de Janeiro au Brésil. Elle est originaire de la région montagneuse et boisée de la Serra dos Órgãos, près de Rio de Janeiro.
C’est une plante grimpante qui pousse principalement dans le biome tropical humide.
Elle est largement cultivée comme ornementale.

## Synonyme
- Dipladenia sanderi Hemsl. (basionyme).

## Culture
Dans les régions tempérées d'Europe, le mandévilla de Sander est généralement cultivé en pot à l'intérieur et éventuellement, à l'extérieur l'été. Les formes horticoles sont généralement vendues sous le nom de Dipladenia.
À l'intérieur, installer la plante dans une zone lumineuse, à l'abri des courants d'air. À l'extérieur, la placer dans un endroit chaud et très éclairé, au soleil, tout en veillant à ce que le soleil de midi ne l'abîme. En pleine terre, une fois bien installée, elle supporte bien la sécheresse. Mais en cas de gel, elle meurt aussitôt.
La plante demande un arrosage régulier durant la période de floraison, en laissant bien sécher la terre entre deux arrosages. Ne jamais tenir la terre trop humide. Toutefois, elle apprécie d'être vaporisée avec une eau non calcaire. Durant l'hiver, à l'intérieur, il est préférable de bien espacer les arrosages.
Tous les quinze jours, il est recommandé d'ajouter de l'engrais pour plantes à fleurs lors des arrosages d'été.